# María Teresa Mestre
Pour les articles homonymes, voir Mestre.
Titre
Grande-duchesse consort de Luxembourg
Depuis le 7 octobre 2000
(24 ans, 9 mois et 26 jours)
María Teresa Mestre Batista, née le 22 mars 1956 à La Havane (Cuba), est l'épouse du grand-duc Henri de Luxembourg.

## Biographie

### Jeunesse
Petite-fille du millionnaire et philanthrope cubain Agustín Batista y González de Mendoza, fondateur de la Trust Company of Cuba (la plus puissante banque de l'île avant la Révolution cubaine), et petite-nièce du millionnaire et philanthrope cubain Eutimio Falla y Bonet, grand banquier et magnat du sucre, María Teresa Mestre y Batista est née au sein de la grande bourgeoisie hispano-cubaine. Sa famille quitte Cuba en octobre 1959 après la Révolution cubaine et la prise du pouvoir par Fidel Castro. María Teresa Mestre s'établit d'abord à New York où, à partir de 1961, elle étudie au lycée français de New York. En juin 1965, ses parents s'installent pendant quelques mois dans leur propriété familiale à Santander en Espagne, puis prennent domicile définitivement à Genève en Suisse où María Teresa Mestre passe avec succès le baccalauréat français en juin 1975.
Elle acquiert la nationalité suisse et fait ses études de sciences politiques à l'Institut de hautes études internationales de Genève où elle est diplômée en 1980. C'est là qu'elle rencontre le grand-duc héritier de Luxembourg Henri, avec qui, pendant quatre ans, elle suit ses études. Ils se marient le 14 février 1981. María Teresa Mestre devient alors grande-duchesse héritière, devenant la troisième jeune femme roturière en Europe (après les reines de Norvège et de Suède) à devenir princesse consort héritière. Sa langue maternelle est l'espagnol mais elle parle également couramment le français, l'anglais et le luxembourgeois et comprend l'italien.
Depuis son enfance, María Teresa Mestre prend des cours de ballet et de chant. Elle joue de la guitare, aime la musique et la littérature et s'intéresse à la peinture. Sportive, elle pratique le ski, le patinage et les sports nautiques.
La grande-duchesse a une sœur et un frère qui habitent en Suisse. Elle est par ailleurs la nièce de l'éditeur et mécène cubain Victor Batista Falla,.

### Descendance
Avec son mari, le grand-duc Henri, María Teresa Mestre a cinq enfants et huit petits-enfants : 
- Le prince Guillaume, grand-duc héritier, né le 11 novembre 1981, qui épouse en 2012 Stéphanie de Lannoy, ils ont deux fils :
  - Le prince Charles
  - Le prince François
- Le prince Félix, né le 3 juin 1984, qui épouse en 2013 Claire Lademacher, ils ont trois enfants :
  - La princesse Amalia
  - Le prince Liam
  - Le prince Balthasar
- Le prince Louis, né le 3 août 1986, qui épouse en 2006 Tessy Antony (divorcés en 2019), ils ont deux fils :
  - Le prince Gabriel
  - Le prince Noah
- La princesse Alexandra, née le 16 février 1991, qui épouse en 2023 Nicolas Bagory, ils ont une fille :
  - Victoire Bagory, née le 14 mai 2024 à Paris[8].
- Le prince Sébastien, né le 16 avril 1992

### Grande-duchesse de Luxembourg

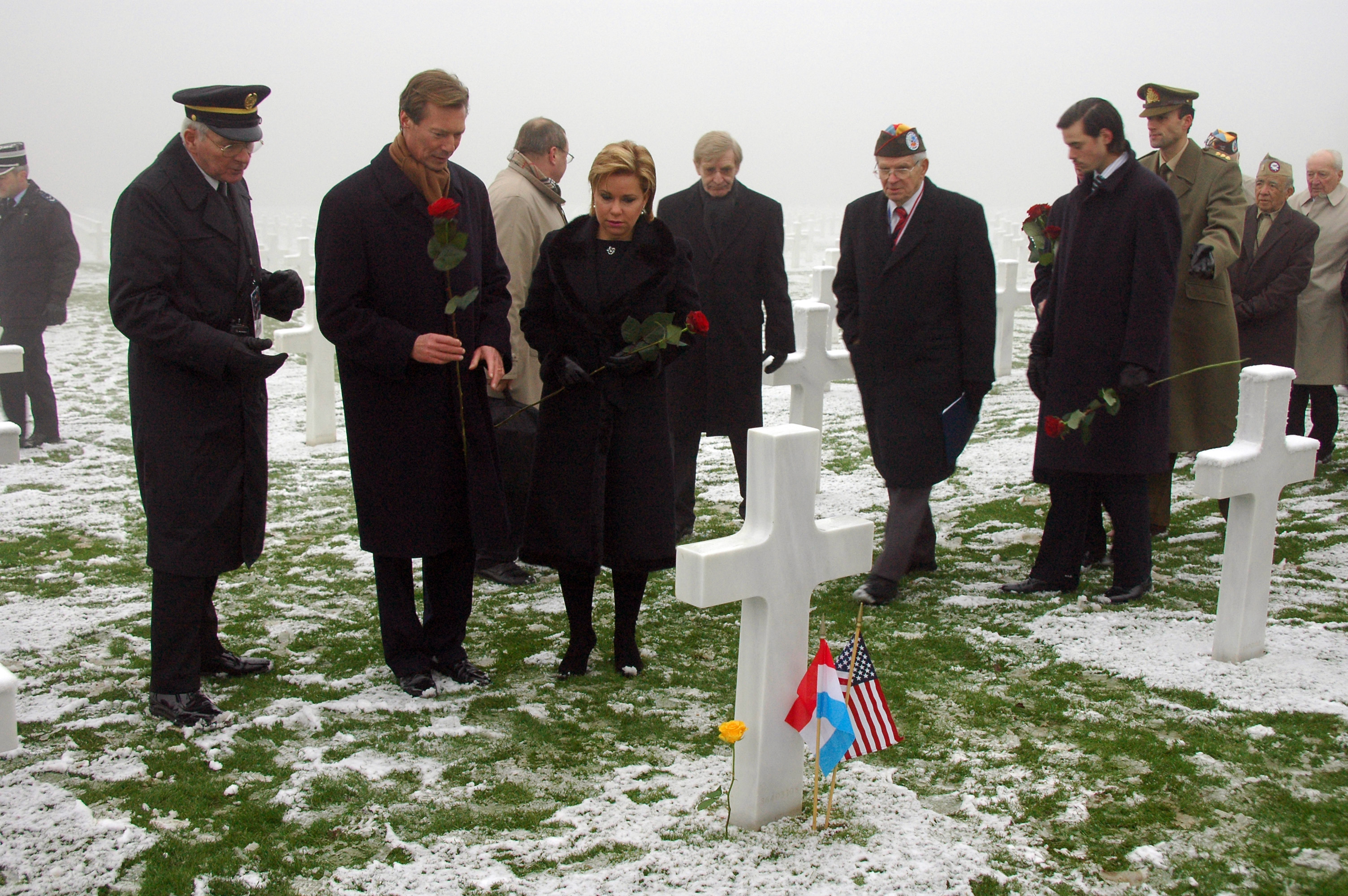
Le couple grand-ducal fleurissant la tombe d'un soldat de la Seconde Guerre mondiale au Luxembourg American Cemetery and Memorial, en 2004.

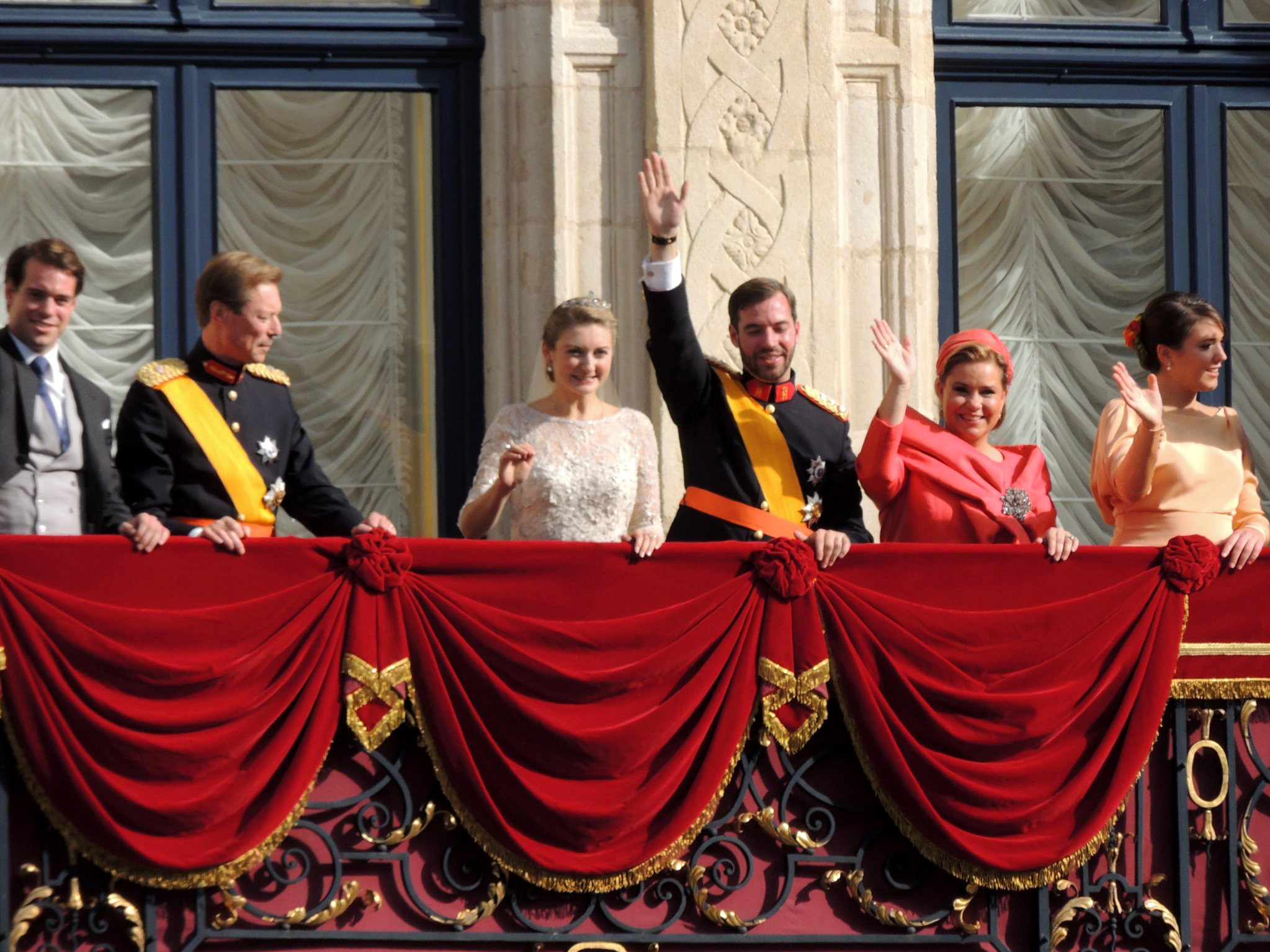
La famille royale en 2012. La grande-duchesse est à droite, en rouge.

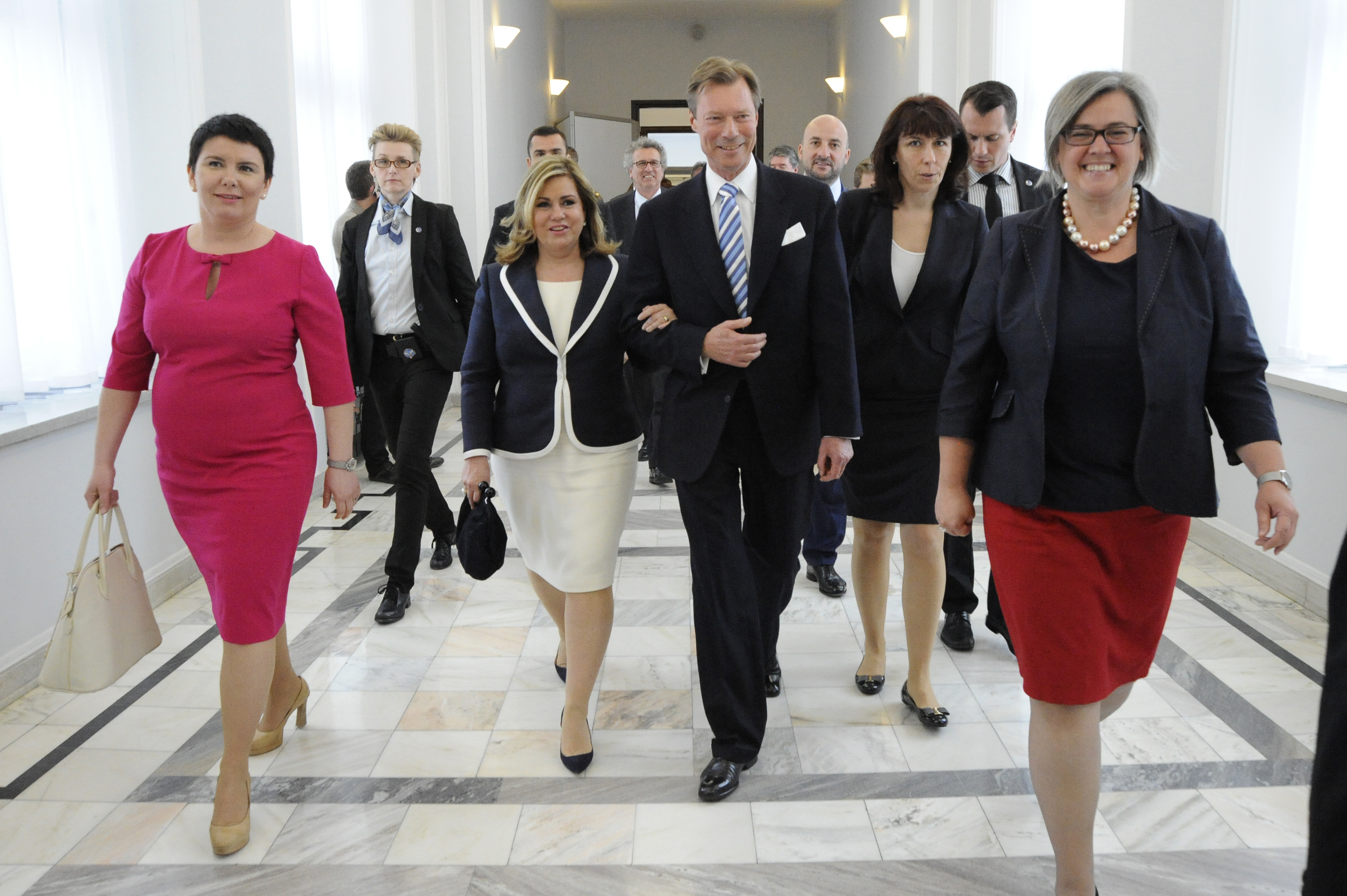
Le couple grand-ducal au Sénat de Pologne en 2014.

#### Accession au trône
Le 7 octobre 2000, le grand-duc Jean abdique en faveur de son fils aîné Henri qui devient grand-duc de Luxembourg.

#### Rapport Waringo
Le magazine d'informations en ligne Reporter relate le départ de la Cour d'une trentaine de collaborateurs depuis 2015, soit près d'un tiers du personnel. Par conséquent, en août 2019, avec l'accord du chef de l'État, Xavier Bettel nomme Jeannot Waringo, ancien directeur de l'Inspection générale des finances et retraité, en tant que représentant spécial du Premier ministre pour qu'il examine la gestion des ressources humaines au service de la famille grand-ducale.
Quelques semaines avant la publication du rapport, les premières informations révélées montrent que sur les onze millions d'euros de dotation de l'État inscrits au budget, près de huit millions sont réservés aux frais de personnels qui sont en constante augmentation. La rotation de l'emploi est mise en cause par le caractère difficile de l'épouse du grand-duc. Selon le journaliste Pol Schock, dans un article publié dans le quotidien d'Lëtzebuerger Land, c'est elle qui tiendrait les rênes et qui aurait toujours le dernier mot concernant le fonctionnement de la Cour. Selon le Land, il n'est pas impossible que ce rapport déclenche une crise sérieuse au palais pouvant mener jusqu'à l'abdication du grand-duc.
Le 27 janvier 2020, le grand-duc sort de son silence et publie une lettre en luxembourgeois, en français, en anglais et en espagnol dans laquelle il dénonce « [ses] articles mettant en cause injustement [son] épouse »,. Stéphane Bern, proche du couple grand-ducal, marque également son soutien à María Teresa Mestre en critiquant ces indiscrétions.
Un an plus tard, les recommandations du rapport Waringo ont abouti à un renouvellement de l'organigramme de la Cour grand-ducale et à une direction remplacée par une structure appelée la « Maison du grand-duc ». Pour autant, aucune décision ne définit encore le rôle de la grande-duchesse qui reste absente de la Constitution,.
En février 2021, alors que les époux grand-ducaux célèbrent leurs quarante ans de mariage, une interview accordée à Paris Match révèle que la grande-duchesse est déçue par la création de la Maison du grand-duc à la suite du rapport et affirme « [qu'il] y a sans doute une forme de misogynie à vouloir effacer l'épouse du grand-duc ». Yuriko Backes, la maréchale de la Cour, responsable de la communication annonce à RTL Radio qu'elle n'aurait pas validée la publication de cet entretien et précise que ce « n'est pas [à la grande-duchesse] de s'occuper du management quotidien d'une administration »,,. Le Premier ministre n'aurait pas été non plus informé de ces déclarations comme il aurait dû l'être puisque deux passages dépassent le caractère personnel de l'entretien. Dans un article de RTL publié en mars 2021, Jeannot Waringo, l'auteur du rapport, affirme être tout autant déçu par les propos tenus par la grande-duchesse et affirme : « je n'ai pas mérité d'être qualifié de misogyne, c'est totalement faux, ce n'est pas moi. Mais peut-être que cet aspect a été mal décrit dans l'article ». Au moment de la parution de l'article dans Paris Match, il estimait que les déclarations du grand-duc allaient à l'opposé de ce qu'il défendait dans son analyse.

## Engagements

### Lutte contre les violences sexuelles
En juin 2014, à Londres, María Teresa Mestre assiste aux sessions de travail du Sommet mondial pour l’éradication de la violence sexuelle en période de conflit, en présence d'Angelina Jolie, envoyée spéciale du Haut Commissariat pour les réfugiés et a rencontré plusieurs personnalités engagées sur le terrain dans la lutte contre ce fléau.
En 2016, María Teresa Mestre rencontre le docteur Denis Mukwege dans le cadre de l’attribution du prix Sakharov. Fortement touchée par son travail, elle participe à l’exposition Hidden Voices, organisée par The Dr. Denis Mukwege Foundation à Genève en juin 2017. Cette exposition, consacrée aux survivantes de viols de guerre, bénéficie également du soutien de la fondation du grand-duc et de la grande-duchesse. Sensible au combat du Dr Denis Mukwege contre le viol comme arme de guerre, l'épouse du grand-duc saisit l’occasion et prend l’initiative d’organiser un forum international dédié aux et avec la participation de survivantes au Luxembourg, en mars 2019 (voir infra),.
En septembre 2021, la grande-duchesse reçoit le titre de « Championne de la lutte contre les violences sexuelles liées aux conflits en soutien au plaidoyer des Nations Unies » des mains de Pramila Patten, représentante spéciale du secrétaire général des Nations unies chargée de la question des violences sexuelles en temps de conflit.
Lors de la Journée internationale des droits des femmes le 8 mars 2025, María Teresa Mestre participe à un colloque sur le viol comme arme de guerre co-organisé par Stand Speak Rise Up! et l’Assemblée nationale française.

#### Forum Stand Speak Rise Up!
L'épouse du grand-duc réunit autour d’elle le docteur Denis Mukwege, lauréat du prix Nobel de la paix 2018, et Céline Bardet (We are not Weapons of War) pour préparer le forum international Stand Speak Rise Up! pour en finir avec les violences sexuelles dans les zones sensibles,. Cette conférence s'est tenue à Luxembourg les 26 et 27 mars 2019. Respectivement prix Nobel de la paix en 2006 et 2018, le professeur Muhammad Yunus et Nadia Murad étaient parmi les intervenants d’honneur, aux côtés d’autres acteurs de la communauté internationale dans la lutte contre les violences sexuelles ainsi que de quelque cinquante survivantes venant d’une quinzaine de pays différents,.
Stand Speak Rise Up! a été ouvert le 26 mars 2019 par l'épouse du grand-duc de Luxembourg, qui a lancé un appel à la communauté internationale pour en finir avec les violences sexuelles dans les zones sensibles,. María Teresa a évoqué dans son discours l’implication des survivantes et l’importance de leur parole dans l’élaboration de solutions dans la lutte contre les violences sexuelles, en particulier l’utilisation du viol comme arme de guerre,.
María Teresa Mestre a également remis à Michelle Bachelet, haut commissaire aux droits de l'homme, et Pramila Patten, représentante spéciale du Secrétaire général de l’ONU sur les questions de violences sexuelles dans les conflits, un plaidoyer demandant à la communauté internationale de se saisir d’urgence de la situation des enfants nés du viol de guerre et de prendre en considération leurs besoins différents et spécifiques,.

#### Gala de charité Stand Speak Rise Up! à Biarritz
Le 15 octobre 2022, l’association Stand Speak Rise Up! organise une soirée de gala de charité à l’Hôtel du Palais à Biarritz, visant à sensibiliser aux violences sexuelles dans le monde et à récolter des fonds pour soutenir des projets de terrain destinés aux survivantes du viol de guerre. Une vente aux enchère est animée par Charlotte de Turckheim et Stéphane Bern afin de récolter des fonds pour les projets de l'association.
Parmi les personnalités présentes lors de cette soirée : María Teresa Mestre, accompagnée de cinq survivantes ; le Dr Denis Mukwege, prix Nobel de la paix 2018 ; Pramila Patten, représentante spéciale des Nations unies ; Céline Bardet, juriste internationale ; François Heisbourg, géopolitologue de renom.

### Microfinance
Depuis 2006, María Teresa Mestre assure la présidence d'honneur de LuxFLAG, Luxembourg Fund Labeling Agency, la première agence à octroyer un label de qualité à des fonds d’investissements en microfinance à travers le monde. À cet égard, depuis 2005, l'épouse du grand-duc préside le jury international du Prix européen de la Microfinance, qui récompense chaque année le porteur d’une initiative en matière de microfinance et de finance inclusive dans des pays en développement.
En 2008, le professeur Muhammad Yunus et les dirigeants du Crédit agricole créent la fondation Grameen Crédit agricole, que la grande-duchesse rejoint dès sa création, en tant que membre du conseil d'administration. Elle a appuyé de nombreux projets de microfinance portant sur l’amélioration de la qualité de l’éducation des filles et l’indépendance des femmes grâce à l’octroi de microcrédits.

### La main tendue
À la suite de sa visite à la prison centrale de Bujumbura, capitale du Burundi, en juin 2009, María Teresa Mestre découvre le sort d’enfants mineurs emprisonnés pour des délits de droit commun. En quatre ans, avec l’aide de la Maison Shalom fondée par Maggy Barankitse, la fondation de l'épouse du grand-duc a réussi à faire libérer les 600 mineurs incarcérés dans les prisons burundaises dans des conditions inhumaines à travers tout le pays. Ces enfants ont ensuite bénéficié d’une aide psychologique, juridique et éducative grâce au projet « La main tendue » entièrement financé par la Fondation du grand-duc et de la grande-duchesse.

### Patronages
María Teresa Mestre est ambassadrice de bonne volonté de l'UNESCO depuis 1997 et effectue de fréquents voyages à l'étranger pour promouvoir le micro-crédit, l'éducation des femmes et des filles
Le couple grand-ducal est un membre actif de la fondation Mentor, créée sous le patronage de l'Organisation mondiale de la Santé pour empêcher la consommation de drogues par les jeunes. L'épouse du grand-duc accorde son haut patronage à l'association Luxembourg Alzheimer et à l'association Aide au développement de la santé. Elle est aussi membre d'honneur du Comité international paralympique.
Avec son époux, elle crée la Fondation du grand-duc Henri et de la grande-duchesse Maria Teresa qui poursuit quatre objectifs : assistance à des personnes dans le besoin résidant au Luxembourg et ayant adressé une demande d'aide aux souverains ; appui à l'intégration dans la société de personnes souffrant d'un handicap ; promotion de structures scolaires ouvertes à des enfants et adolescents ayant des problèmes d'apprentissage ; contribution à des actions de développement et d'aide humanitaire à l'étranger.
À la suite du décès de la mère du grand-duc Henri, Joséphine-Charlotte en janvier 2005, María Teresa Mestre reprend ses activités : présidence de la Croix-Rouge luxembourgeoise et de la Fondation luxembourgeoise contre le Cancer ; Haut Patronage à SOS Villages d'Enfants-Luxembourg et au Cercle Artistique de Luxembourg ; présidence d'honneur de l'Orchestre philharmonique du Luxembourg,. 
À partir du 1er janvier 2007, María Teresa Mestre assure le haut patronage d'Unicef-Luxembourg. 
Elle a été nommée, en avril 2007, « Éminente avocate des enfants » par l'Unicef, à Genève et a annoncé qu'elle allait se consacrer en particulier aux orphelins du sida et aux enfants-soldats.

## Titres et honneurs

### Titulature
- 22 mars 1956 - 14 février 1981 : Mademoiselle María Teresa Mestre ;
- 14 février 1981 - 7 octobre 2000 : Son Altesse Royale la grande-duchesse héritière de Luxembourg, duchesse héritière de Nassau et princesse de Bourbon-Parme ;
- depuis le 7 octobre 2000 : Son Altesse Royale la grande-duchesse de Luxembourg, duchesse de Nassau et princesse de Bourbon-Parme.

### Distinctions
- Docteur honoris causa de la Seton Hall University dans le New Jersey (1999)
- Docteur honoris causa de l'université de León au Nicaragua (2003)
- Path to Peace Award, récompense décernée à New York (13 juin 2006)[31]
- Global Champion for the Fight Against Sexual Violence in Conflict[32] des Nations unies en septembre 2021.

### Décorations
- Dame grand-croix d'honneur et de dévotion de l'ordre souverain de Malte (2008)
- Grand cordon de l'ordre de Léopold
- Ordre de la Croix de Terra Mariana de première classe

### Sources
- (fr) Biographie officielle sur le site officiel de la Cour grand-ducale de Luxembourg